# 勝利油田

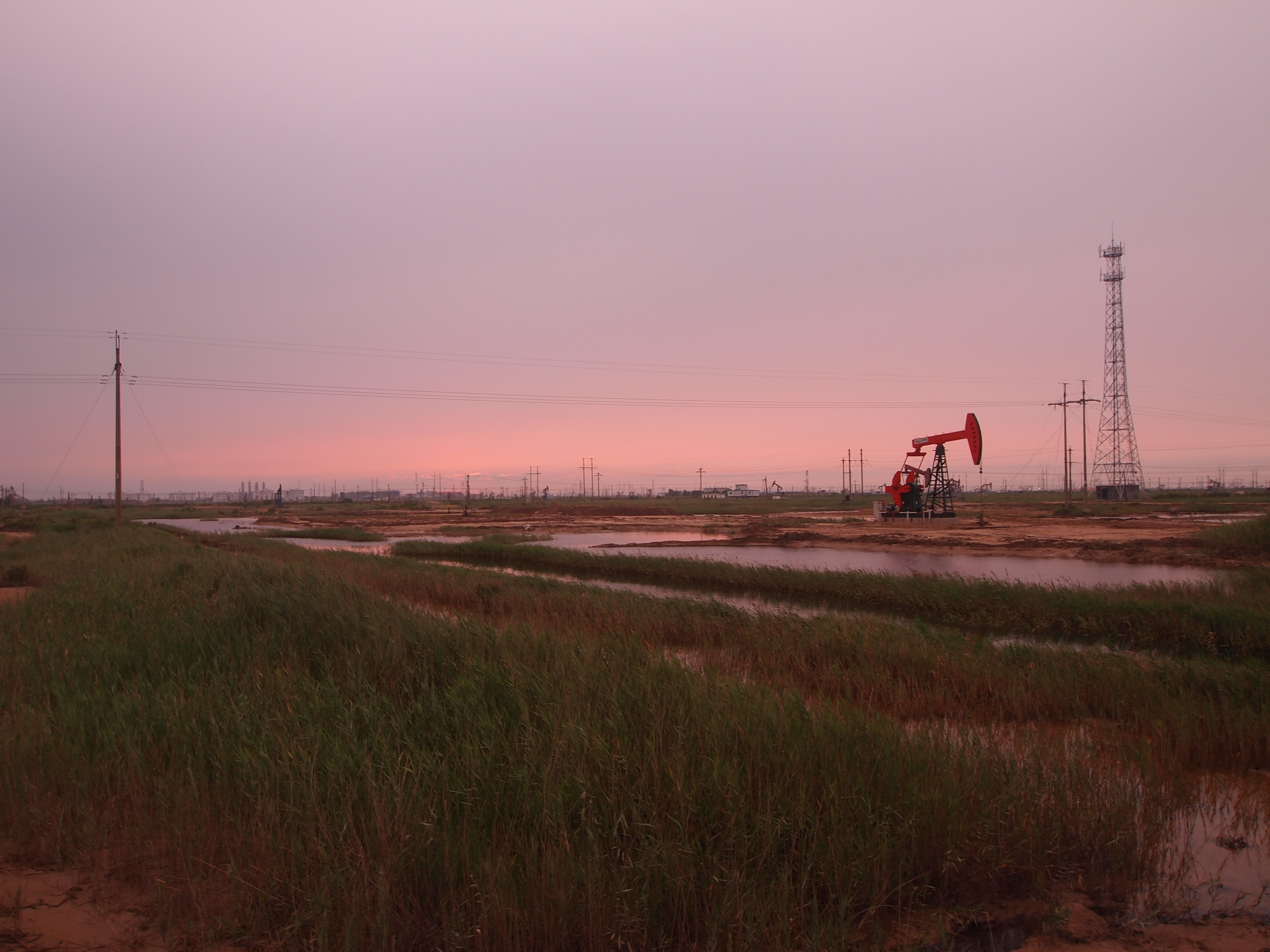
勝利油田

勝利油田（しょうりゆでん、拼音: Shènglì Yóutián）は、中華人民共和国で、大慶油田に次ぎ二番目に操業が開始された大油田。山東省東営市を主要部分として浜州市など8つの市と28の県区に跨る。

## 概要
1959年発見の大慶油田に遅れること3年、中ソ対立が深まりつつあった1962年に発見され、そのことが「勝利」であるとして、そのままの名称となった。
油田開発から40年が経過し、陸続きに69の油田が発見された。原油の最高年間生産量は3355.19万トン、2003年までの累計原油生産量は7.99億トンに達した。2003年の原油生産量は2665.51万t、天然ガス8.1億立方メートルであった。2004年の原油生産量は2674万トン、天然ガス生産量は9億立方メートルであった。
新しい地質探査技術を利用することで、今までとは違う地層を探査することが可能になった結果、勝利油田は新たに6.46億トンの原油埋蔵量があることが判明した。2004年に発見した油田の埋蔵量は2812万トンに達する。かつての油田の改造と新たな油田により増産量は132万トンに達すると目されている。事故の項で述べるように、鉱区は2010年現在、渤海海域にまで拡大し、海底油田として開発が進んでいる。
2021年にはシェールオイルの探査が進み、有望な油井が見出されている。

## 生産
現在、中国石油化工股份有限公司の子会社である、勝利油田有限公司が勝利油田の原油及び天然ガスの探査、開発、生産、貯蔵と輸送を行っている。

## 事故
2010年9月7日、沖合8kmの海上で海底油田のプラットフォームが45度まで傾斜。海難救助隊のヘリコプターにより34人を救出したが、2人行方不明。 